# 380. strelska divizija (ZSSR)
380. strelska divizija (izvirno rusko 380. стрелковая дивизия; kratica 380. SD) je bila strelska divizija Rdeče armade v času druge svetovne vojne.

## Zgodovina
Divizija je bila ustanovljena septembra 1941 v Slavgorodu.